# Голуб-бронзовокрил
Голуб-бронзовокрил (Henicophaps) — рід голубових. Містить 2 види.

## Поширення
Поширені в Новій Гвінеї і прилеглих островах.

## Морфологія
Henicophaps albifrons досягає довжини тіла від 37 до 41 сантиметрів. Henicophaps foersteri досягає довжини тіла 38 сантиметрів. Обидва види мають білі відмітини на обличчі. Дзьоби сильні. Характеристикою роду є блискучі зелені центри крил.

## Поведінка
Знаходить собі їжу в основному на землі.